# Метфрид (Вид)
Метфрид (III) фон Вид (на немски: Metfried (III) von Wied, Meffried, Meffrid, Meffridus, Matfrit; * пр. 1093; † 1129 или 1145) e от ок. 1084 г. гауграф в Енгерсгау и граф („Meffridus de Widhe“) цу Вид от 1129 до 1145 г. Той започва преди 1129 г. да строи замъка Вид (от 17 век наричан Стар Вид). Метфрид е първият граф от фамилията си и е основател на Графство Вид и Дом Вид.

## Биография
Той е син на Рукерус фон Вид и брат на Рихвин фон Кемпених (* пр. 1093; † сл. 1103), който е баща на Зигенус де Кемпених († сл. 1152).
Метфрид се жени за Остерлинда, за която преди се казваше, че е роднина на херцог Хайнрих Лъв от род Велфи. Метфрид има четирима сина и четири дъщери.
Неговият син Арнолд II (1098 – 1156) става архиепископ на Кьолн от 1151 до 1156 г. и канцлер на крал Конрад III и го придружава в похода му в Италия (1128 – 1130), участва от 1147 до 1149 г. във Втория кръстоносен поход. Другият му син Зигфрид е граф цу Вид от 1145 до 1162 г. и придружава през 1161 г. Барбароса в похода в Италия, но умира от малария близо до Милано.

## Деца
Метфрид е баща на:
- Зигфрид († сл. 1161), граф цу Вид
- Буркард фон Вид († 1166), наследява господството Олбрюк
- Арнолд II († 14 май 1156), архиепископ на Кьолн (1151 – 1156)
- Лудвиг фон Вид († 1145), фогт на Ерпел
- Хизеха фон Вид († 1172), абатиса на Вилих в Бон (1144 – 1166)
- Хадевигис фон Вид († 4 юни 1172), от 1150 г. абатиса на Гересхайм, Есен и Шварцрхайндорф
- София фон Вид († сл. 1173), спомената 1172, абатиса на Шварцрхайндорф
- Зибургис фон Вид († сл. 1172), дяконеса в Шварцрхайндорф